# Baldeep Singh
Baldeep Singh (Hoshiarpur, India, 6 de febrero de 1987) es un exfutbolista de la India que jugaba en la posición de centrocampista.

## Carrera

### Club
| Periodo   | Club         | Apariciones | Goles |
| --------- | ------------ | ----------- | ----- |
| 2005-2011 | JCT FC       | 55          | 0     |
| 2011      | Salgaocar FC | 11          | 0     |
| 2011–2012 | Pune FC      | 14          | 0     |
| 2012–2014 | United SC    | 13          | 0     |
| 2014–2015 | East Bengal  | 4           | 0     |

### Selección nacional
Jugó para India en 12 ocasiones de 2008 a 2014 y participó en la Copa Asiática 2011.

## Logros

### Club
- IFA Shield (1): 2013

### Selección nacional
- Copa Desafío de la AFC (1): 2008[5]
- Campeonato de la SAFF (1): 2009